# 봉래유묵
봉래유묵(蓬萊遺墨)은 서울특별시 서대문구, 연세대학교중앙도서관에 있는 조선시대의 서첩이다. 2007년 12월 31일 대한민국의 보물 제1539호로 지정되었다.

## 개요
이 서첩은 봉래 양사언(蓬萊 楊士彦, 1517-1684)의 친필로 된 시문을 모아 엮은 것으로 허강(許橿)의 서호별곡(西湖別曲)을 옮겨 쓰고, 자신의 자작시와 국한문 시가를 필서하였다. 양사언은 조선 중기의 문인이자 서예가로 특히 해서와 초서에 능하여 안평대군(安平大君), 김구(金絿), 한호(韓濩)와 함께 조선 전기 4대 서예가로 불렸다.
이 서첩은 양사언의 시문집인 ·봉래시집(蓬萊詩集)에 수록되어 있지 않은 한시(漢詩)도 10여 수나 있고, 광초풍(狂草風)의 글씨로 유명한 양사언의 일반적인 평상 글씨를 잘 보여주는 작품으로서 특히 한글과 한자가 혼용되어 구사된 점이 매우 독특하다. 매우 드문 양사언의 서예 작품 중 하나로 서첩에 실려 있는 양사언의 자작 시문은 한문학 연구의 귀중한 자료가 된다. 또한 16세기의 한글 한문 혼용의 희귀한 기준 사료가 된다는 점에서도 매우 중요한 자료이다.

## 같이 보기
- 양사언

## 참고 자료
- 봉래유묵 - 국가유산청 국가유산포털